# New Amsterdam (TV-serie, 2008)
New Amsterdam var en amerikansk TV-serie från 2008. Serien skapades av Allan Loeb och Christian Taylor, som även är exekutiva producenter tillsammans med David Manson, Leslie Holleran, Steven Pearl och Lasse Hallström. Den senare regisserade även pilotavsnittet. FOX bestämde sig att ställa in tv-serien 11 maj, 2008.

## Handling
Huvudpersonen är John Amsterdam (Nikolaj Coster-Waldau), en briljant, odödlig New York-polis inom mordroteln. Han föddes som Johann van der Zee 1 juni 1607 i Amsterdam, Holland. Han var en holländsk soldat som år 1642 ställde sig framför ett svärd för att rädda en indianflicka under en massaker på hennes stam. Flickan räddade i gengäld honom genom att kasta en förtrollning som gjorde honom odödlig. Han kan inte dö, eller åldras, förrän han finner den rätta. Under över trehundra år har Amsterdam förlorat vänner, älskade, barn och hundar. Hans nuvarande hund bär namnet "Thirty Six". Amsterdam är nykter alkoholist sedan 1965 och går regelbundet på AA-möten. Han har arbetat inom militären, inom de flesta områden utom flygvapnet, eftersom han ogillar höjder. Han har undervisat i historia på King's College i New York, arbetat som läkare under det amerikanska inbördeskriget, som möbelmakare, som porträttmålare och som advokat. Han har även gått på Brown University och arbetat tio år inom CIA.